# Niedersächsisches Ministerium für Soziales, Arbeit, Gesundheit und Gleichstellung

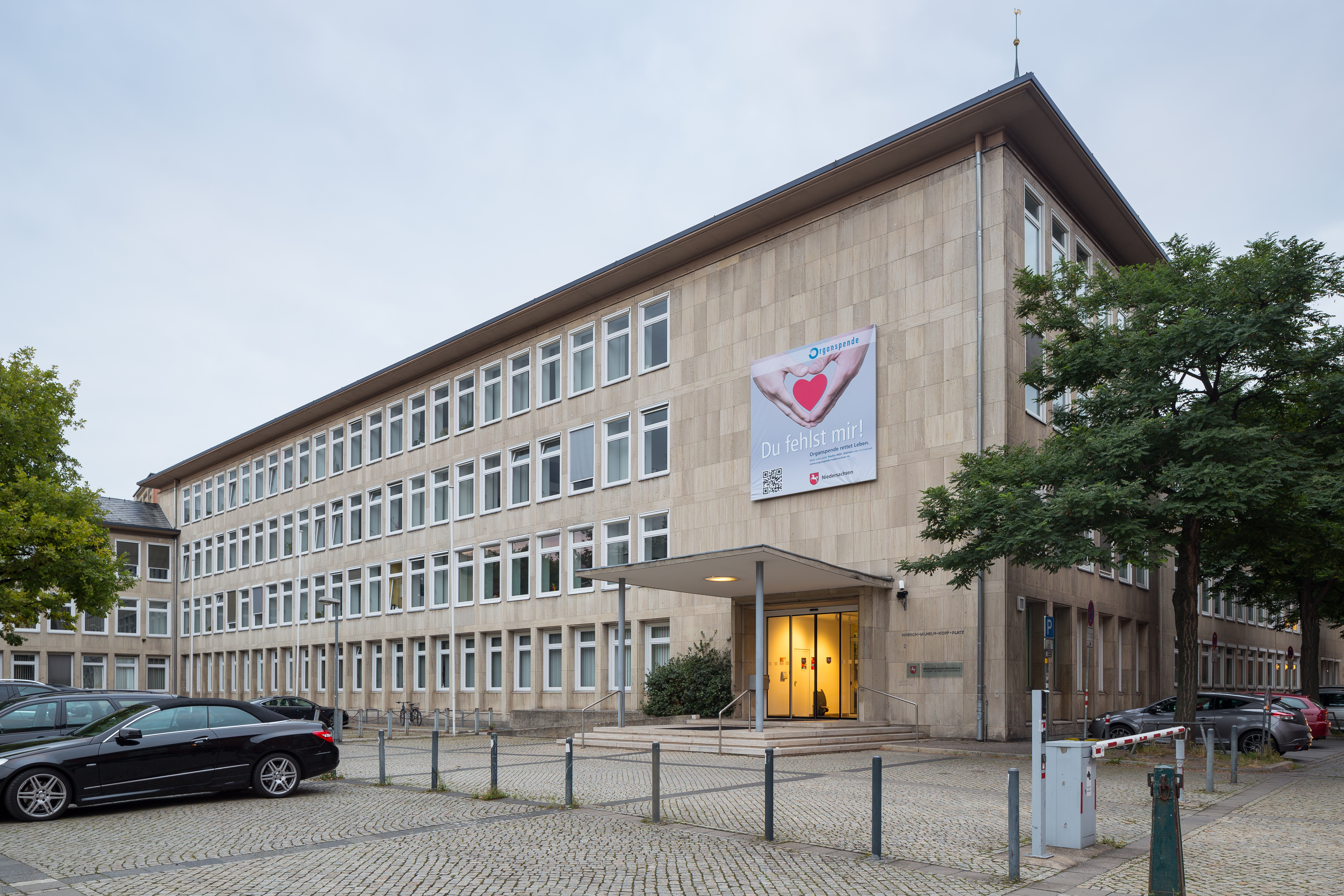
Sitz des Ministeriums am Hannah-Arendt-Platz in Hannover

Das Niedersächsische Ministerium für Soziales, Arbeit, Gesundheit und Gleichstellung ist ein Ministerium des Bundeslandes Niedersachsen mit Sitz am Hannah-Arendt-Platz 2 in Hannover.
Minister ist seit dem 25. Januar 2023 Andreas Philippi (SPD). Staatssekretärin ist Christine Arbogast (SPD).

## Geschichte
Das Ministerium wurde 1946 als Niedersächsisches Ministerium für Volksgesundheit und Staatswohlfahrt eingerichtet. Die genauen Zuständigkeiten wurden seitdem mehrfach geändert. 2003 gab das Ministerium den Bereich „Arbeit“ an das Wirtschaftsministerium ab und erhielt es 2022 zurück. Seitdem besitzt es seinen heutigen Namen.
Die Zuständigkeit für den Bereich „Bauen und Wohnen“ ging 2017 an das Umweltministerium über.
Folgende Namen trug das Ministerium bisher:
| Zeitraum    | Bezeichnung                                                         |
| ----------- | ------------------------------------------------------------------- |
| 1946 – 1947 | Ministerium für Volksgesundheit und Staatswohlfahrt                 |
| 1947 – 1948 | Ministerium für Arbeit, Aufbau und Gesundheit                       |
| 1948 – 1950 | Ministerium für Flüchtlingsangelegenheiten                          |
| 1950 – 1951 | Ministerium für Vertriebene, Sozial- und Gesundheitsangelegenheiten |
| 1951 – 1998 | Ministerium für Soziales                                            |
| 1998 – 2003 | Ministerium für Frauen, Arbeit und Soziales                         |
| 2003 – 2013 | Ministerium für Soziales, Frauen, Familie und Gesundheit            |
| 2013 – 2022 | Ministerium für Soziales, Gesundheit und Gleichstellung             |
| seit 2022   | Ministerium für Soziales, Arbeit, Gesundheit und Gleichstellung     |

## Zuständigkeit
Das Ministerium ist zuständig für die Politikbereiche:
- Soziales
- Gleichberechtigung/Frauen
- Familie, Kinder und Jugendliche
- Bürgerschaftliches Engagement
- Senioren/Generationen
- Gesundheit
- Arbeitsschutz/technischer Verbraucherschutz
- Migration und Teilhabe
- Salafismusprävention

Zum Geschäftsbereich gehören das Landesamt für Soziales, Jugend und Familie, die Landesbildungszentren für Hörgeschädigte, das Landesbildungszentrum für Blinde, das Maßregelvollzugszentrum, das Landesgesundheitsamt, das Epidemiologische Krebsregister Niedersachsen und die Staatlichen Gewerbeaufsichtsämter.

## Organisation
Neben dem Büro der Ministerin und des Staatssekretärs gliedert sich das Ministerium in eine Referatsgruppe und vier Abteilungen:
- Referatsgruppe Z: Zentrale Aufgaben
- Abteilung 1: Soziales, Pflege, Arbeitsschutz
- Abteilung 2: Frauen und Gleichstellung
- Abteilung 3: Migration und Generationen
- Abteilung 4: Gesundheit und Prävention

## Bau- und Kunstgeschichte
Nach den Zerstörungen durch die Luftangriffe auf Hannover wurde das Gebäude inklusive die Platzanlage in den frühen Wirtschaftswunderjahren von 1953 bis 1954 von Otto Hodler errichtet, der hierfür mit der Laves-Plakette ausgezeichnet wurde.